# Mount Maw
Der Mount Maw ist ein Hügel in den Pentland Hills. Die 535 m hohe Erhebung liegt an der Ostflanke des südlichen Teils der rund 25 km langen Hügelkette in der schottischen Council Area Scottish Borders.
Die nächstgelegene Ortschaft ist der rund zwei Kilometer westlich gelegene Weiler Carlops. West Linton ist vier Kilometer südlich gelegen. Zu den umgebenden Hügeln zählen der Grain Heads im Norden, Patie’s Hill im Nordosten, Faw Mount im Süden sowie der Byrehope Mount im Südwesten.

## Umgebung
An den Flanken des Mount Maw entspringen mehrere Bäche. Einer dieser Bäche speist das vor der Westflanke gelegene Baddinsgill Reservoir. Zwei weitere Bäche münden direkt südlich des Stausees in das abfließende Lyne Water. Zwei Quellen an der Ostflanke speisen den North Esk.
An der Ostflanke zeugt der Fund eines bearbeiteten Feuersteinkeils von früherer Besiedlung.
Zu Zeiten der römischen Besatzung Britanniens verlief entlang der Ostflanke eine Römerstraße. Ihr Befestigungsdamm ist heute noch streckenweise erkennbar. Auf gleicher Höhe wurde ein Tunnel in den Hügel getrieben. Vermutlich handelt es sich um einen Prospektionstunnel für die Erkundung des Bleiabbaus. Ferner wurde dort vermutlich Silber abgebaut.